# Associazione Calcio Rinascita Messina
L'Associazione Calcio Rinascita Messina és un club de futbol d'Itàlia, de la ciutat de Messina a Sicília.

## Història
El club va ser fundat l'any 1900 amb el nom de Messina Football Club. El 1924 desaparegué i la majoria de jugadors ingressaren a l'Unione Sportiva Messinese. Quatre anys més tard adoptà el nom Associazione Calcio Messina. El 1932 ascendí a la Sèrie B per primer cop. El 1947 es fusionà amb l'US Giostra, donant vida al club Associazioni Calcio Riunite Messina. L'any 1963 ascendí per primer cop a la Sèrie A. El 1993 es funda l'Associazione Sportiva Messina Calcio. El 1997 es fusiona amb l'US Peloro naixent el Football Club Messina Peloro. Problemes econòmics provoquen la seva desaparició el 2009 i neix l'actual Associazione Calcio Rinascita Messina.

## Palmarès
Sense títols